# Neuchâtel-Urtière

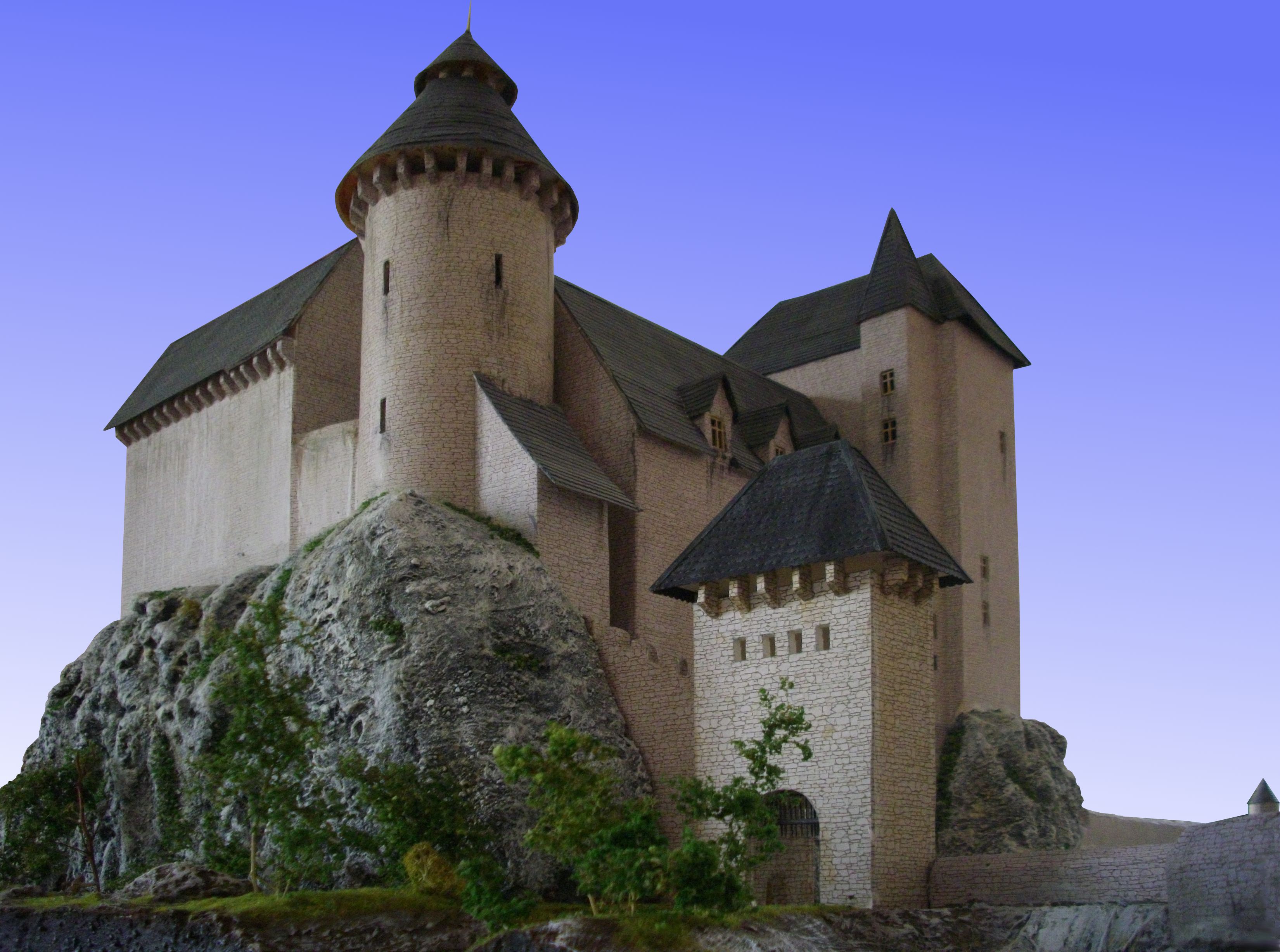
Maquette van het voormalig kasteel

Neuchâtel-Urtière is een gemeente in het Franse departement Doubs (regio Bourgogne-Franche-Comté) en telt 152 inwoners (2005). De plaats maakt deel uit van het arrondissement Montbéliard.

## Geografie
De oppervlakte van Neuchâtel-Urtière bedraagt 6,1 km², de bevolkingsdichtheid is 24,9 inwoners per km².

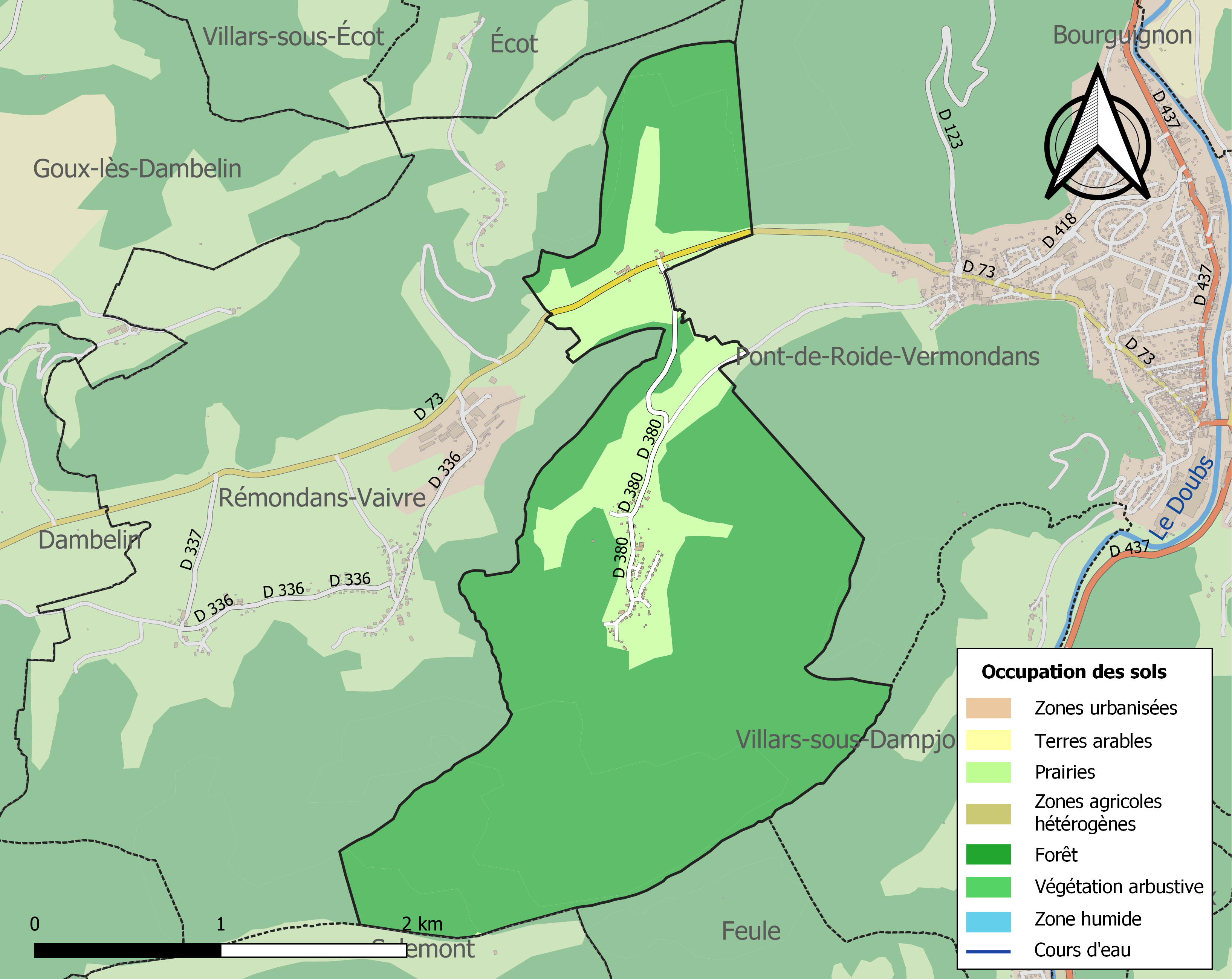
Kaart van de gemeente met de belangrijkste infrastructuur, bodemgebruik en omliggende gemeenten

## Demografie
Onderstaande figuur toont het verloop van het inwonertal (bron: INSEE-tellingen).